# حي لودو اليهودي
لودز غيتو هو أحد الغيتوات النازية التي وضعتها السلطات الألمانية لاحتجاز يهود بولندا والغجر في أعقاب غزو بولندا. وهذا هو ثاني أكبر غيتو في كل من أوروبا تحت الاحتلال الألماني بعد غيتو وارسو. يقع في مدينة لودز،  تم تحويل الغيتو إلى مركز صناعي رئيسي، لتصنيع لوازم الحرب لألمانيا النازية وخاصة بالنسبة لل فيرماخت.  ازداد عدد الأشخاص المحبوسين فيه من قبل اليهود المرحلين من مناطق الرايخ الثالث. 
في 30 أبريل 1940، عندما أغلقت البوابات على الحي اليهودي، كان يسكنه 163777 نسمة. بسبب إنتاجيته الرائعة، تمكن الحي اليهودي من البقاء حتى أغسطس 1944. في العامين الأولين، استوعب ما يقرب من 20000 يهودي من الأحياء اليهودية المصفاة في المدن والقرى البولندية المجاورة،  بالإضافة إلى 20000 آخرين من بقية أوروبا تحت الاحتلال الألماني.  بعد موجة عمليات الترحيل إلى معسكر الإبادة خيلمنو ابتداءً من أوائل عام 1942، وعلى الرغم من الانعكاس الصارخ للثروة، استمر الألمان في القضاء على الحي اليهودي: قاموا بنقل السكان المتبقين إلى معسكرات الإبادة في أوشفيتز وخلمينو حيث كان معظمهم يقتل عند وصولهم. وكان هذا هو الحي اليهودي الأخير في بولندا المحتلة الذي يتم تصفيته. عبره 210 ألف يهودي.  ولكن بقي 877 فقط مخفيًا عند وصول السوفييت. حوالي 10000 يهودي من سكان لودز، الذين كانوا يعيشون هناك قبل غزو بولندا، نجوا من المحرقة. 

## مؤسسة
عندما احتلت القوات الألمانية لودز في 8 سبتمبر 1939، كان عدد سكان المدينة 672000 نسمة. أكثر من 230.000 منهم من اليهود، أو 31.1٪ وفقًا للإحصاءات.  ضمت ألمانيا النازية لودز مباشرة إلى منطقة فارتيلاند الجديدة وأعادت تسمية مدينة ليتزمانشتات تكريما للجنرال الألماني كارل ليتمان الذي قاد القوات الألمانية في المنطقة عام 1914. كانت السلطات الألمانية النازية تعتزم «تطهير» المدينة. تم طرد جميع اليهود البولنديين إلى الحكومة العامة في نهاية المطاف، في حين انخفض عدد السكان غير اليهود من الشعب البولندي بشكل كبير، وتحولوا إلى قوة عمل عبيد لألمانيا.  